# Lecudina krusadiensis
Lecudina krusadiensis is een soort in de taxonomische indeling van de Myzozoa, een stam van microscopische parasitaire dieren. Het organisme komt uit het geslacht Lecudina en behoort tot de familie Lecudinidae. Lecudina krusadiensis werd in 1946 ontdekt door Ganapati.